# Northumberland
Northumberland este cel mai nordic comitat al Angliei.

## Orașe
- Alnwick
- Ashington
- Bamburgh
- Bedlington
- Berwick-upon-Tweed
- Blyth
- Corbridge;
- Cramlington
- Haltwhistle
- Hexham
- Morpeth
- Newbiggin-by-the-Sea
- Prudhoe
- Rothbury
- Wooler